# Фишер (Илиноис)
Фишер (енгл. Fisher) град је у америчкој савезној држави Илиноис.

## Демографија
По попису из 2010. године број становника је 1.881, што је 234 (14,2%) становника више него 2000. године.
| Група             | 2000.         | 2010.         |
| Белци             | 1.626 (98,7%) | 1.826 (97,1%) |
| Афроамериканци    | 0 (0,0%)      | 0 (0,0%)      |
| Азијати           | 0 (0,0%)      | 8 (0,4%)      |
| Хиспаноамериканци | 5 (0,3%)      | 34 (1,8%)     |
| Укупно            | 1.647         | 1.881         |